# Barisia ciliaris
Barisia ciliaris — вид веретільницеподібних ящірок родини веретільницевих (Anguidae). Ендемік Мексики. Раніше вважався підвидом Barisia imbricata, однак був визнаний окремим видом.

## Поширення і екологія
Barisia ciliaris мешкають в горах Західної і Східної Сьєрра-Мадре, від Чіуауа і Нуево-Леону на південь до Керетаро і Гуанахуато. Вони живуть в сосново-дубових і дубових лісах та на високогірних луках, на висоті понад 1200 м над рівнем моря. Живляться комахами, іноді дрібними безхребетними. Живородні, народжують до 11 дитинчат.